# ناسوتی‌موریانه‌ایان

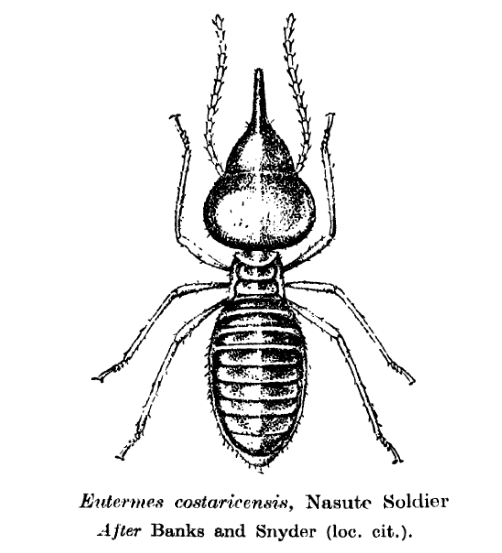
موریانه‌های ناسوتی از مکانیسم دفاعی تفنگ فونتانلار استفاده می‌کند.

ناسوتی‌موریانه‌ایان یا موریانه‌های ناسوتی (انگلیسی: Nasutitermitinae) یک زیرخانواده جهانی از موریانه‌های بالاتر (موریانگان) است که شامل بیش از ۸۰ جنس است. آنها بیشتر از طریق کاست سرباز بسیار مشتق شده که دارای فک پایین و یک فرایند  فونتاللار بیرون زده روی سر است که می‌توانند از طریق آن مانند سلاح‌های شیمیایی شلیک کنند، قابل تشخیص هستند.

## فیزیولوژی و کاربرد
«تفنگ» غده ای است با مجرای جلوی سر. این توسط یک واکنش شیمیایی عمل می‌کند که زمانی که موریانه ماهیچه‌های فک پایین خود را منقبض می‌کند. موریانه می‌تواند مواد غده پیشانی را در فاصله چند سانتی‌متری بیرون پرتاب کند. مواد غدد از طریق جلوی بینی داخلی و منافذ آن خارج می‌شود، که بیشتر سر موریانه را می‌پوشاند. نشان داده شده‌است که موریانه‌ها با این تفنگ بسیار دقیق هستند، حتی اگر کور باشند. ماهیت دقیق اینکه چگونه موریانه‌ها چنین دقتی را حفظ می‌کنند و می‌توانند خود را به سمت دشمن خود هدایت کنند در حال حاضر ناشناخته است، اما اعتقاد بر این است که این توانایی ماهیت «بویایی یا شنوایی» دارد.